# William Fay
William George Fay, född 12 november 1872, död 27 oktober 1947, var en irländsk skådespelare och teaterledare.
William Fay debuterade 18 år gammal på The Queen's Theatre i Dublin och var därefter verksam vid olika teatersällskap på Irland. 1902 startade han tillsammans med sin bror Frank Fay Irish National Dramatic Company, där repertoaren så gott som uteslutande upptog irländska och gaeliska skådespel. 1903 bildade han under medverkan av de irländska dramatikerna Isabella Augusta Gregory, George William Russell och William Butler Yeats The Irish National Theatre Society. Detta uppgick 1904 i den samma år av Annie Horniman grundade Abbey Theatre, som kom att bli den irländska nationaldramatikens hemvist. Fay blev konstnärlig ledare för Abbey Theatre och verkade där även som skådespelare och scenograf. Efter några års verksamhet vid den teatern flyttade Fay till England, och frånsett enstaka gästspel i USA 1908–1909 och 1913 ägnade han sig åt den engelska teatern, där han uppträdde på nästan alla av Londons talscener och en mängd turnéer i den engelska landsorten. Han verkade även som regissör och teaterledare, som teaterledare bland annat för Nottingham Repertory Theatre 1920–1921 och för Birmingham Repertory Theatre 1925–1927. Fay ägnade sig även åt filmen, både som skådespelare och manusförfattare. Han författade bland annat Merely players (Minnen, 1932) och tillsammans med Catherine Carswell The Fays of the Abbey Theatre (1935).